# サハラ国民評議会
サハラ国民評議会（サハラこくみんひょうぎかい、アラビア語: المجلس الوطني الصحراوي, スペイン語: Consejo Nacional Saharaui）は、西サハラ（サハラ・アラブ民主共和国）の立法府である。

## 概要
定数53。任期5年。

## 歴史
1975年に開設。